# Митяївська сільська рада
Митя́ївська сільська́ ра́да (кримсько-тат. Yañı Qarağurt köy şurası) — адміністративно-територіальна одиниця та орган місцевого самоврядування в Сакському районі Автономної Республіки Крим. Адміністративний центр — село Митяєве.

## Загальні відомості
Розташована в центрі Сакського району АР Крим, у степовому Криму, на північ від міста Саки, на захід від озера Сасик-Сиваш. Населення за переписом 2001 року — 6 447 осіб.

## Населені пункти
Сільській раді підпорядковані населені пункти:
- с. Митяєве
- с. Долинка
- с. Журавлі
- с. Листове
- с. Шовковичне

## Склад ради
Рада складається з 30 депутатів та голови.
- Голова ради: Політіцька Лариса Яківна
- Секретар ради: Норченко Оксана Миколаївна

### Керівний склад попередніх скликань
| Прізвище, ім'я, по батькові | Основні відомості                                                         | Дата обрання | Дата звільнення |
| --------------------------- | ------------------------------------------------------------------------- | ------------ | --------------- |
| Політіцька Ларіса Яківна    | Сільський голова, 1951 року народження, член Партії регіонів              | 26.03.2006   | 31.10.2010      |
| Політіцька Лариса Яківна    | Сільський голова, 1951 року народження, освіта вища, член Партії регіонів | 31.10.2010   |                 |

Примітка: таблиця складена за даними сайту Верховної Ради України

### Депутати
За результатами місцевих виборів 2010 року депутатами ради стали:

#### За суб'єктами висування
| Суб'єкт висування | Кількість обраних депутатів | %  |
| ----------------- | --------------------------- | -- |
| Партія регіонів   | 27                          | 90 |
| Самовисування     | 3                           | 10 |

#### За округами
| № округу        | Прізвище, ім'я, по батькові      | Дата визнання обраним | Освіта  | Партійна приналежність | Відомості про обраного депутата        |
| --------------- | -------------------------------- | --------------------- | ------- | ---------------------- | -------------------------------------- |
| Партія регіонів |                                  |                       |         |                        |                                        |
| 1               | Романюк Юрій Володимирович       | 31.10.2010            | вища    | член Партії регіонів   | приватний підприємець                  |
| 2               | Калиневич Марина Василівна       | 31.10.2010            | вища    | член Партії регіонів   | територіальний центр, робітник         |
| 3               | Пугач Галина Іванівна            | 31.10.2010            | середня | член Партії регіонів   | загальноосвітня школа, прибиральниця   |
| 4               | Меметов Рушен Енверович          | 31.10.2010            | середня | член Партії регіонів   | тимчасово не працює                    |
| 5               | Марущак Тетяна Василівна         | 31.10.2010            | середня | член Партії регіонів   | тимчасово не працює                    |
| 6               | Меметова Гульнара Енверівна      | 31.10.2010            | вища    | член Партії регіонів   | дитячий дошкільний заклад, вихователь  |
| 7               | Аппазов Ленур Енверович          | 31.10.2010            | вища    | член Партії регіонів   | фермерське господарство, фермер        |
| 8               | Тагієва Гульзіє Заурівна         | 31.10.2010            | середня | член Партії регіонів   | тимчасово не працює                    |
| 9               | Білялова Гульнара Джевдетівна    | 31.10.2010            | середня | член Партії регіонів   | тимчасово не працює                    |
| 10              | Даниленко Людмила Леонідівна     | 31.10.2010            | середня | член Партії регіонів   | тимчасово не працює                    |
| 11              | Юнусова Світлана Миколаївна      | 31.10.2010            | середня | член Партії регіонів   | тимчасово не працює                    |
| 12              | Слободянюк Галина Миколаївна     | 31.10.2010            | вища    | член Партії регіонів   | магазин, завідувачка                   |
| 13              | Васина Валентина Сергіївна       | 31.10.2010            | вища    | член Партії регіонів   | приватний підприємець                  |
| 14              | Тюкалова Марія Костянтинівна     | 31.10.2010            | вища    | член Партії регіонів   | бібліотека, завідувачка                |
| 15              | Філатов Дмитро Володимирович     | 31.10.2010            | вища    | член Партії регіонів   | МП, майстер                            |
| 16              | Абелян Ірина Сергіївна           | 31.10.2010            | середня | член Партії регіонів   | тимчасово не працює                    |
| 17              | Юзько Олександра Іванівна        | 31.10.2010            | середня | член Партії регіонів   | тимчасово не працює                    |
| 19              | Лавриченко Тетяна Едуардівна     | 31.10.2010            | вища    | член Партії регіонів   | ТОВ, касир                             |
| 20              | Ковалева Галина Брониславівна    | 31.10.2010            | вища    | член Партії регіонів   | загальноосвітня школа, директор        |
| 22              | Колодій Світлана Миколаївна      | 31.10.2010            | вища    | член Партії регіонів   | дитячий дошкільний заклад, повар       |
| 23              | Паладій Катерина Данилівна       | 31.10.2010            | вища    | член Партії регіонів   | дитячий дошкільний заклад, завідувачка |
| 24              | Іскра Ігор Іванович              | 31.10.2010            | вища    | член Партії регіонів   | загальноосвітня школа, директор        |
| 25              | Норченко Оксана Миколаївна       | 31.10.2010            | вища    | член Партії регіонів   | Митяївська сільська рада, секретар     |
| 26              | Булигіна Неля Володимирівна      | 31.10.2010            | середня | член Партії регіонів   | пошта, поштар                          |
| 28              | Миргородський Олександр Іванович | 31.10.2010            | вища    | член Партії регіонів   | сільська рада, землевпорядник          |
| 29              | Герман Ігор Францевич            | 31.10.2010            | середня | член Партії регіонів   | тимчасово не працює                    |
| 30              | Аблязизова Фатіма                | 31.10.2010            | вища    | член Партії регіонів   | РЕС, контролер                         |
| Самовисування   |                                  |                       |         |                        |                                        |
| 18              | Ібрагімов Рустем Аблаєвич        | 31.10.2010            | середня | позапартійний          | приватне підприємство, робітник        |
| 21              | Головко Ігор Іванович            | 31.10.2010            | вища    | позапартійний          | Сакська МУВ, керівник                  |
| 27              | Сейдаметов Сіммар Валієвич       | 31.10.2010            | вища    | позапартійний          | фермерське господарство, фермер        |